# James Ransone
James Finley Ransone III (nacido el 2 de junio de 1979) es un actor y músico estadounidense. Es conocido por su papel de Ziggy Sobotka en la segunda temporada de la serie dramática The Wire, United States Marine Corps Cpl. Josh Ray Person en la miniserie de drama bélico Generation Kill (2008), el comisario en las películas de terror sobrenatural Sinister (2012) y Sinister 2 (2015), Chester en Tangerine (2015), el adulto Eddie Kaspbrak en It Capítulo Dos (2019) y Max en The Black Phone (2021).

## Primeros años
Ransone nació y creció en Baltimore, Maryland, hijo de Joyce (de soltera Peterson) y James Finley Ransone II, un veterano de la guerra de Vietnam. Fue educado en el Centro de Artes y Tecnología George Washington Carver en Towson, Maryland, y asistió a la Escuela de Artes Visuales en Manhattan durante un año.
En mayo de 2021, en su cuenta de Instagram, Ransone escribió que su tutor de matemáticas, Timothy Rualo, abusó sexualmente de él en 1992. Informó sus acusaciones a la policía del condado de Baltimore en marzo de 2020, pero se negaron a presentar los cargos después de una investigación. Aún no se ha resuelto una investigación del sistema escolar de Baltimore.
A la edad de 27 años, Ransone había desarrollado una adicción a la heroína y una deuda de $30,000, pero se volvió sobrio en 2007.
Está casado con Jamie McPhee, con quien tiene un hijo.

## Carrera
En 2002, Ransone coprotagonizó la película dramática de Larry Clark Ken Park como Tate. En 2003, apareció en 12 episodios de The Wire, como Ziggy Sobotka. Protagonizó la miniserie Generation Kill del 2008 como Josh Ray Persona.
En 2010, obtuvo un papel recurrente en la serie de comedia de HBO How to Make It in America y, al año siguiente, apareció en un papel recurrente en la serie dramática de HBO Treme. En 2012, protagonizó la película dramática Starlet. Al año siguiente, protagonizó la serie dramática de AMC Low Winter Sun como Damon Callis.
Luego, Ransone protagonizó la película de terror Sinister de 2012 en el papel secundario del comisario So-and-So.
En junio de 2014, Ransone se unió al elenco de la película occidental El valle de la venganza. También en 2014, Ransone protagonizó Small Engine Repair off-Broadway.
En 2015, tuvo un papel coprotagonista en la película de comedia dramática Tangerine. Tras el éxito de Sinister, Ransone apareció en la secuela de 2015 Sinister 2, retomando su papel de la primera película pero ahora como el personaje principal. En 2016, Ransone apareció en la temporada 2 de la serie dramática Bosch como Eddie Arceneaux.
En 2019, Ransone interpretó a Eddie Kaspbrak (compartiendo el papel con Jack Dylan Grazer) en la película de terror It Capítulo Dos, por la que recibió elogios de la crítica.

## Filmografía

### Películas
| Año  | Título                                    | Papel                  | Notas                            |
| ---- | ----------------------------------------- | ---------------------- | -------------------------------- |
| 2001 | The American Astronaut                    | Bodysuit               |                                  |
| 2002 | Ken Park                                  | Tate                   |                                  |
| 2003 | Fan Mail                                  | Ricky                  | Cortometraje                     |
| 2003 | Nola                                      | Neo-Gothboy            |                                  |
| 2004 | A Dirty Shame                             | Dave "Dingy Dave"      |                                  |
| 2004 | downtown: A Street Tale                   | Billy                  |                                  |
| 2004 | Malachance                                | Mika                   |                                  |
| 2005 | The Good Humor Man                        | "Junebug"              |                                  |
| 2005 | Granted!                                  | Larry                  | Cortometraje                     |
| 2006 | Inside Man                                | Darius Peltz / Steve-O |                                  |
| 2006 | Directions: The Plans Video Album         |                        | Segmento: "What Sarah Said"      |
| 2006 | Puccini for Beginners                     | Lone Guy At Bistro     |                                  |
| 2008 | Prom Night                                | Detective Nash         |                                  |
| 2009 | The Perfect Age of Rock 'n' Roll          | Chip Genson            |                                  |
| 2010 | The Next Three Days                       | Harvey "Harv"          |                                  |
| 2011 | The Lie                                   | "Weasel"               |                                  |
| 2011 | The Son of No One                         | Thomas Prudenti        |                                  |
| 2012 | Sinister                                  | Comisario So-and-So    |                                  |
| 2012 | Starlet                                   | Mikey                  |                                  |
| 2012 | Red Hook Summer                           | Kevin                  |                                  |
| 2013 | Broken City                               | Todd Lancaster         |                                  |
| 2013 | Empire State                              | Agente Nugent          |                                  |
| 2013 | The Man Who Came Out Only at Night        |                        | Cortometraje                     |
| 2013 | Oldboy                                    | Dr. Tom Melby          |                                  |
| 2013 | Year of the Rat                           | Guy                    | Cortometraje                     |
| 2014 | Electric Slide                            | Jan Phillips           |                                  |
| 2014 | False True Love                           |                        | Cortometraje                     |
| 2014 | This American Life: One Night Only at BAM | David                  |                                  |
| 2014 | Fruits De Mer                             | George                 | Cortometraje                     |
| 2014 | Cymbeline                                 | Philario               |                                  |
| 2014 | Kristy                                    | Scott                  |                                  |
| 2015 | Tangerine                                 | Chester                |                                  |
| 2015 | The Timber                                | Wyatt                  |                                  |
| 2015 | Bloomin Mud Shuffle                       | Lonnie                 |                                  |
| 2015 | Sinister 2                                | Excomisario So-and-So  |                                  |
| 2015 | Mr. Right                                 | Von Cartigan           |                                  |
| 2015 | Conventional                              | Stu Mac 3              | Cortometraje                     |
| 2016 | El valle de la venganza                   | Diputado Gilly Martin  |                                  |
| 2016 | Light Up the Night                        | Joe                    |                                  |
| 2017 | It Happened in L.A.                       | Heath                  |                                  |
| 2017 | Gemini                                    | Stan                   |                                  |
| 2017 | The Clapper                               | Darth Guy              |                                  |
| 2017 | Cabiria, Charity, Chastity                | Anthony, The Strongman | Cortometraje                     |
| 2018 | Family Blood                              | Christopher            |                                  |
| 2018 | Write When You Get Work                   | Steven Noble           |                                  |
| 2018 | Doulo                                     | Edwin                  | Cortometraje                     |
| 2018 | Tough Love                                | Man                    | Cortometraje                     |
| 2019 | Captive State                             | Patrick Ellison        |                                  |
| 2019 | It Capítulo Dos                           | Eddie Kaspbrak         | Compartido con Jack Dylan Grazer |
| 2020 | What We Found                             | Steve Mohler           |                                  |
| 2021 | Small Engine Repair                       | P.J.                   |                                  |
| 2021 | The Black Phone                           | Max                    |                                  |

### Televisión
| Año  | Título                         | Papel                        | Notas                            |
| ---- | ------------------------------ | ---------------------------- | -------------------------------- |
| 2001 | Law & Order                    | Mark Dale                    | Episodio: "Deep Vote"            |
| 2002 | Third Watch                    | Frankie                      | 2 episodios                      |
| 2002 | Ed                             | Gary Morton                  | Episodio: "Power of the Person"  |
| 2003 | The Wire                       | Ziggy Sobotka                | 12 episodios                     |
| 2005 | CSI: Crime Scene Investigation | Zack Capola                  | Episodio: "Iced"                 |
| 2006 | Love Monkey                    | Glenn                        | Episodio: "The Window"           |
| 2006 | Law & Order                    | Michael Wayland              | Episodio: "Fame"                 |
| 2007 | Jericho                        | Daryl                        | Episodio: "A.K.A."               |
| 2008 | Generation Kill                | Corporal Josh Ray Person     | Miniserie; 7 episodios           |
| 2010 | How to Make It in America      | Tim                          | 7 episodios                      |
| 2010 | Burn Notice                    | Dennis Wayne Barfield        | Episodio: "Eyes Open"            |
| 2011 | Hawaii Five-0                  | Johnny D. / Perry Hutchinson | Episodio: "Ne Me'e Laua Na Paio" |
| 2011 | Treme                          | Nick                         | 10 episodios                     |
| 2013 | Low Winter Sun                 | Damon Callis                 | Protagonista                     |
| 2016 | Bosch                          | Eddie Arceneaux              | 8 episodios                      |
| 2018 | Mosaic                         | Michael O'Connor             | 6 episodios                      |
| 2018 | The First                      | Nick Fletcher                | Protagonista                     |
| 2018 | Deadwax                        | Scotty                       | Episodio: "Part One"             |
| 2020 | 50 States of Fright            | Sebastian Klepner            | 2 episodios                      |
| 2020 | SEAL Team                      | Reiss Julian                 | 5 episodios                      |

### Teatro
| Año  | Título              | Papel  | Teatro                 | Compañía    |
| ---- | ------------------- | ------ | ---------------------- | ----------- |
| 2013 | Small Engine Repair | Packie | Lucille Lortel Theatre | MCC Theater |